# Lac de Villefranche-de-Panat
Le lac de Villefranche-de-Panat, est un lac de barrage français du département de l'Aveyron, créé par le barrage de Villefranche-de-Panat.
Une partie de l'alimentation en eau de ce lac provient du lac de Pareloup.

## Localisation
Le lac de Villefranche-de-Panat se situe dans la vallée de l'Alrance (un affluent du Tarn), sur la commune de Villefranche-de-Panat, juste à l'amont du bourg de Villefranche-de-Panat, dans le sud du département de l'Aveyron, sur le plateau du Lévézou. Le lac de Villefranche-de-Panat fait partie de l'ensemble dit des lacs du Lévézou. En distances orthodromiques, il est situé à trente kilomètres au sud-est de Rodez et autant à l'ouest du centre-ville de Millau.

## Histoire
Le barrage de Villefranche-de-Panat a été édifié entre 1948 et 1951 et mis en service en 1951 pour produire de l'énergie hydroélectrique.
Sa mise en eau a entrainé la création du lac artificiel de Villefranche-de-Panat.

## Géographie

Carte du complexe hydroélectrique du Lévézou, avec au centre la centrale d'Alrance et la retenue de Villefranche-de-Panat.

À une altitude de 727 mètresNGF, le lac est alimenté par l'Alrance, un affluent de rive droite du Tarn. Quelques ruisseaux se jettent également dans le lac, tels ceux de Figeaguet et de la Niade.
Cependant, le principal apport en eau provient du lac de Pareloup. En effet, depuis celui-ci, une galerie de 3,25 m de diamètre et de 10,9 km de long, suivie d'une conduite forcée de 270 m de long et de 2,70 m de diamètre évacue l'eau vers la centrale d'Alrance mise en service en 1952. Celle-ci, équipée d'une turbine Francis d'une puissance de 11,22 MW, produit l’équivalent de la consommation en électricité d’une ville de 5 000 habitants et rejette l'eau dans le lac de Villefranche-de-Panat au nord duquel elle est implantée.
À l'est, quatre prises d'eau sur des petits cours d'eau (ruisseaux des Canabières, des Vabrettes, de Coupiaguet et de Vernobre) dérivent partiellement leurs cours, par une conduite longue de huit kilomètres qui se déverse sur la rive orientale du lac à proximité de l'aire de pique-nique de Granouillac.
La retenue fait près de quatre kilomètres de long pour une largeur de 200 à 1 200 mètres et s'étend sur 192 hectares. Elle baigne deux communes, celle où est érigé le barrage : Villefranche-de-Panat au sud (environ 65 % de la superficie du lac), ainsi que celle d'Alrance au nord (35 %).
Le volume total de la retenue est de 10,9 millions de mètres cubes, dont 8,66 utiles.
Au barrage de Villefranche-de-Panat, le bassin versant de l'Alrance n'est que de 43 km2. Cependant, un apport en eau beaucoup plus important provient du lac de Pareloup (lui-même alimenté par les retenues de Pont-de-Salars et de Bage) et ajoute l'équivalent d'un bassin versant de 384 km2.

## Activités
D'une profondeur maximale de 25 mètres et de 20 mètres au pied du barrage, le lac est une zone de pêche de 2e catégorie. Sa faune piscicole se compose notamment de brochets, perches, poissons blancs et de sandres,.
La baignade et les sports nautiques peuvent y être pratiqués. Un sentier de dix kilomètres réservé aux cyclistes, joggers et marcheurs fait le tour du lac où deux plages ont été aménagées à Granouillac et au Mayrac.
Le lac sert de retenue d'eau au barrage de Villefranche-de-Panat pour une production d'énergie hydroélectrique. Bien que ce barrage ne soit pas couplé directement à une centrale, l'eau de la retenue est envoyée vers le lac de Saint-Amans par une galerie de 3,40 mètres de diamètre, longue de 4 690 mètres. Ce petit lac sert de chambre d'équilibre, au-dessus de la centrale du Pouget, alimentée en eau par deux conduites forcées d'un dénivelé de 461 mètres.

## Photothèque

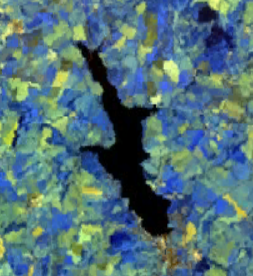
Vue satellite du lac.
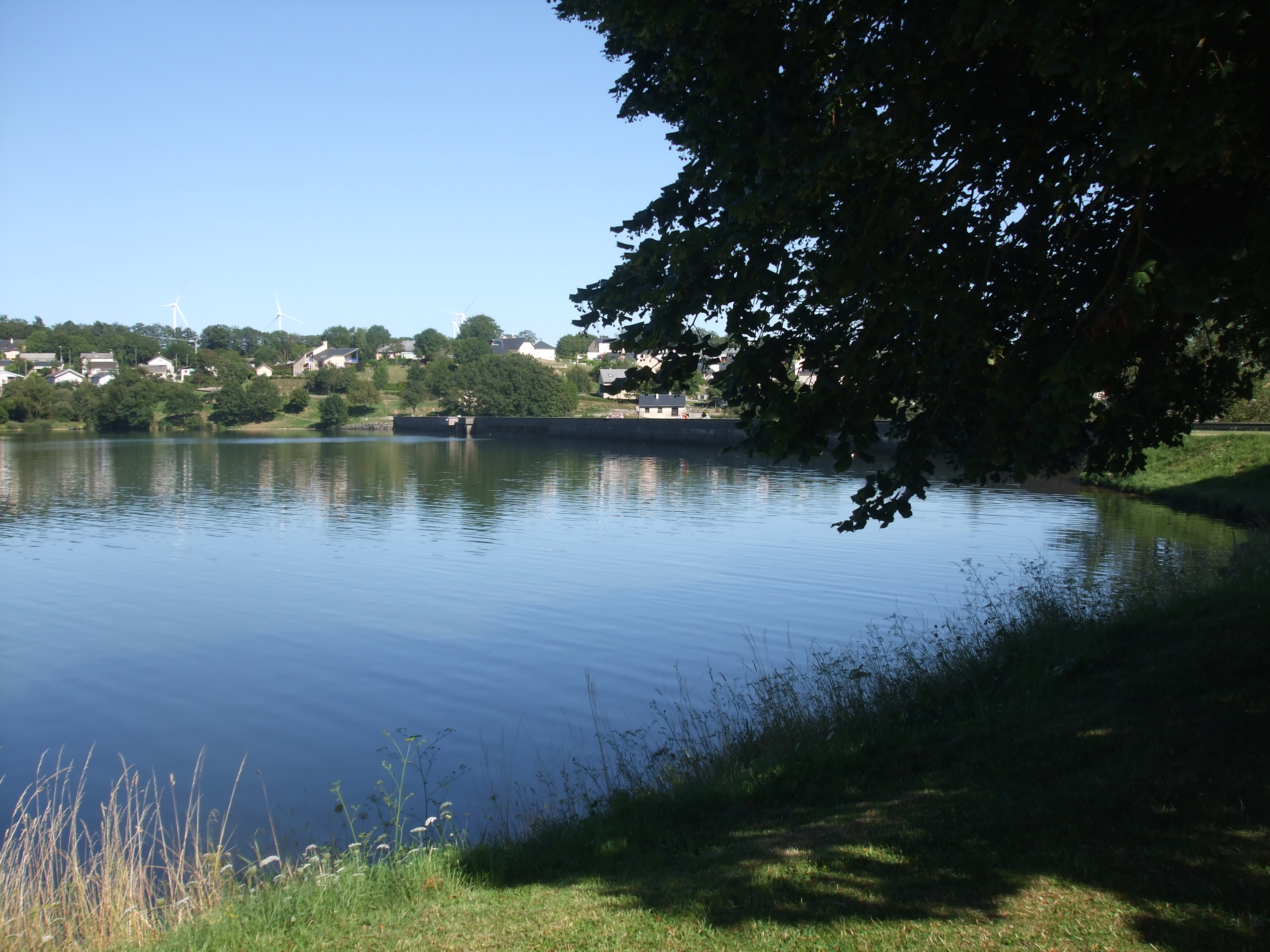
Le lac au niveau du barrage.
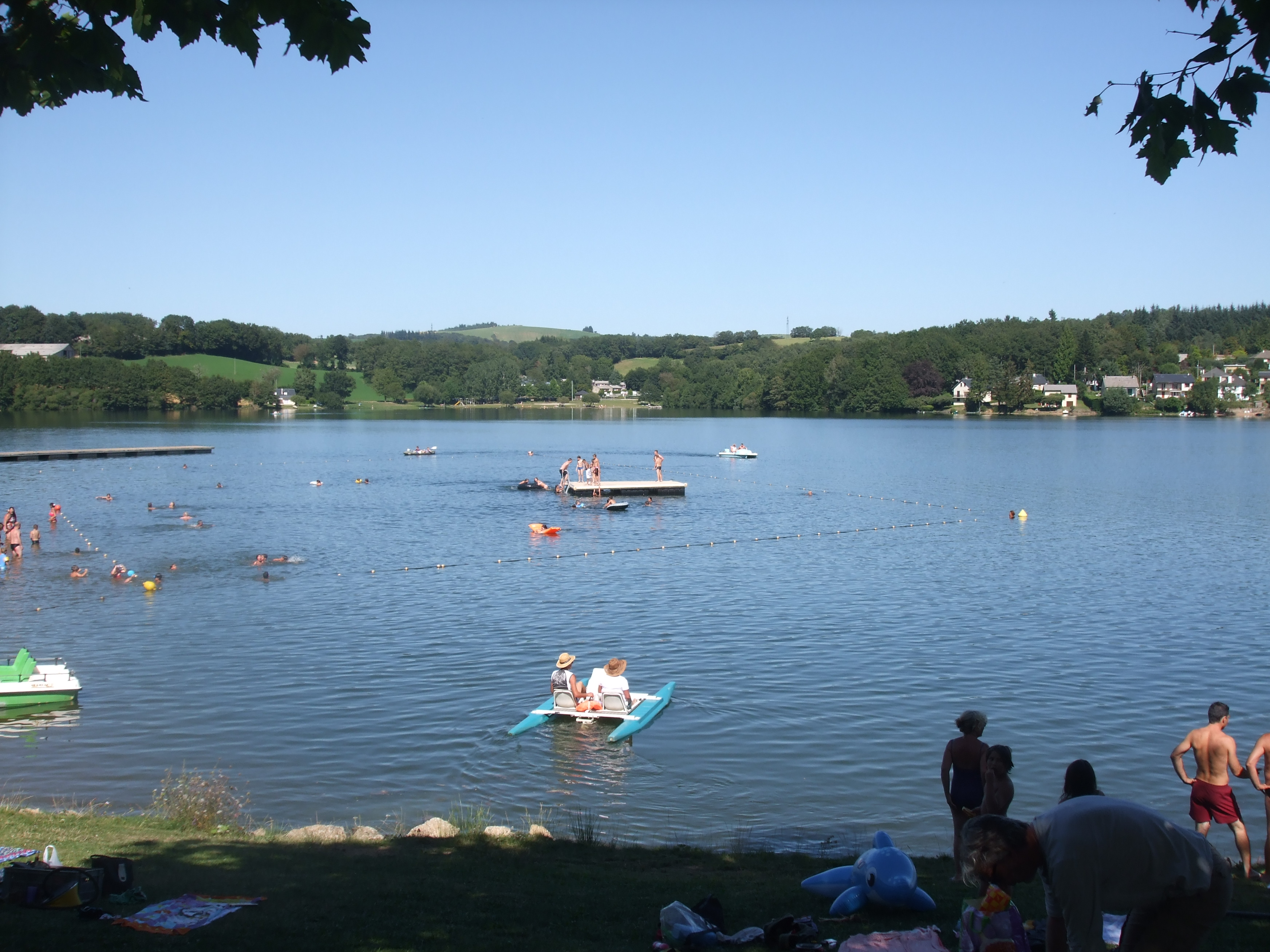
La plage du Mayrac.
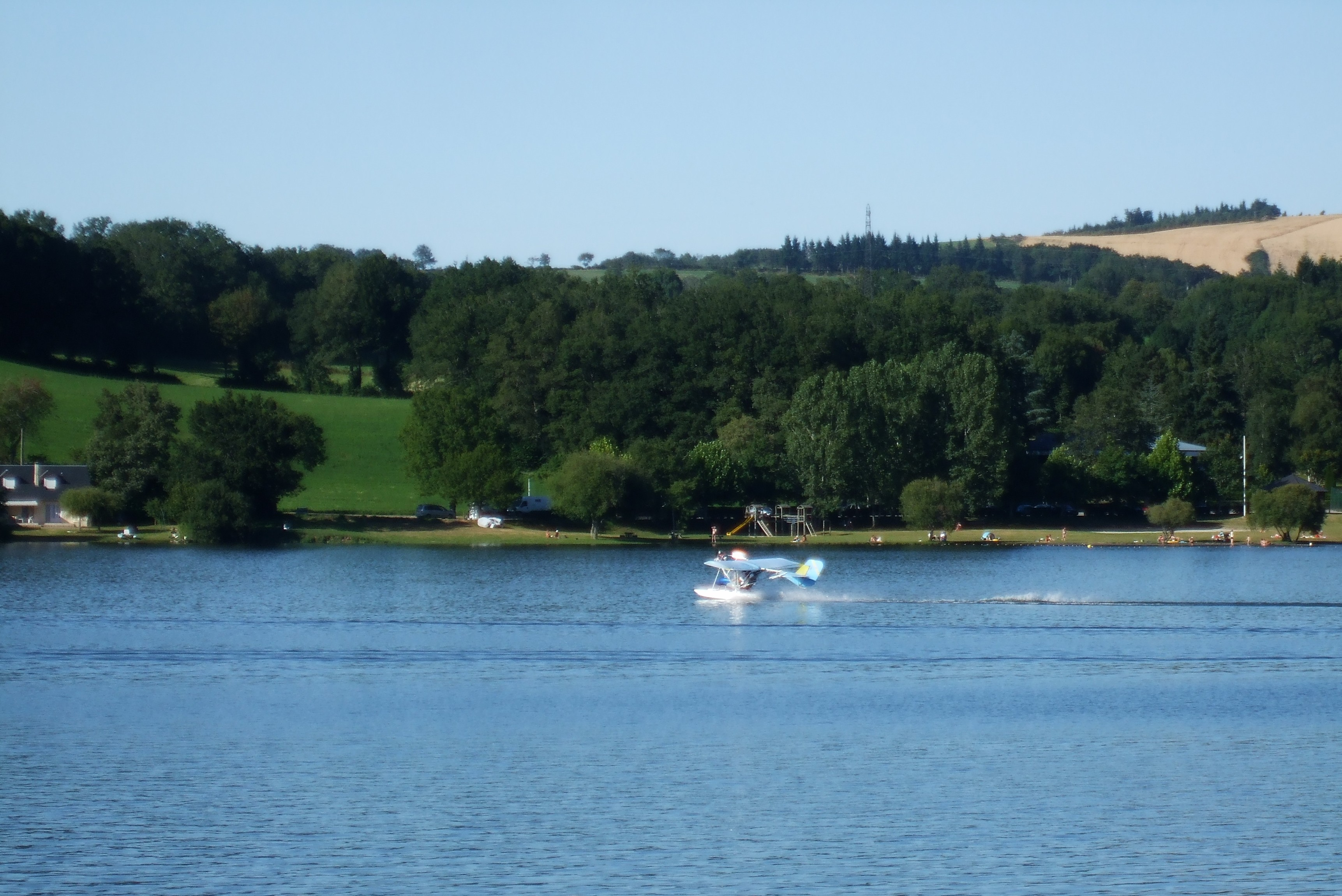
Hydravion sur le lac.
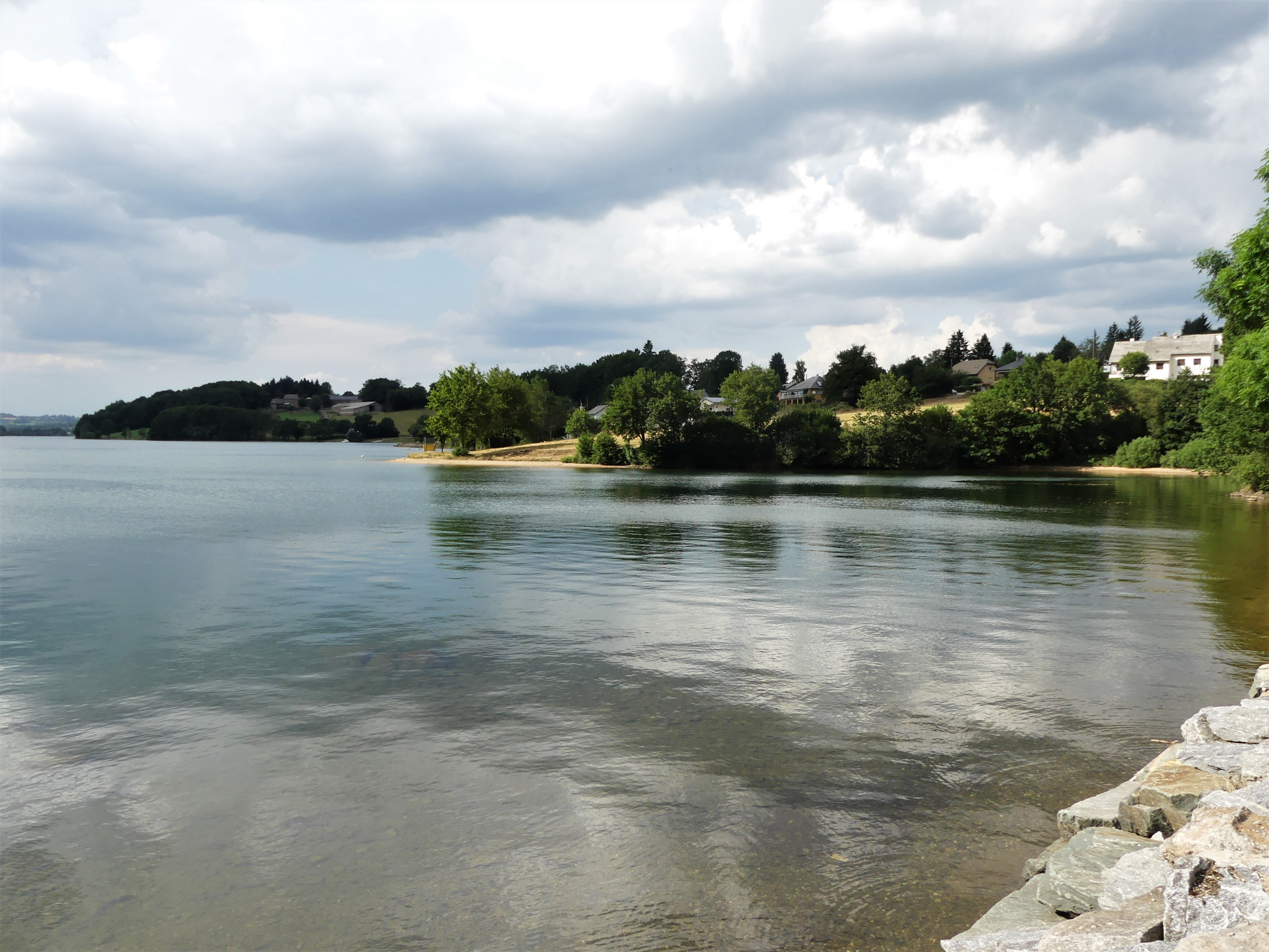
La rive orientale du lac.
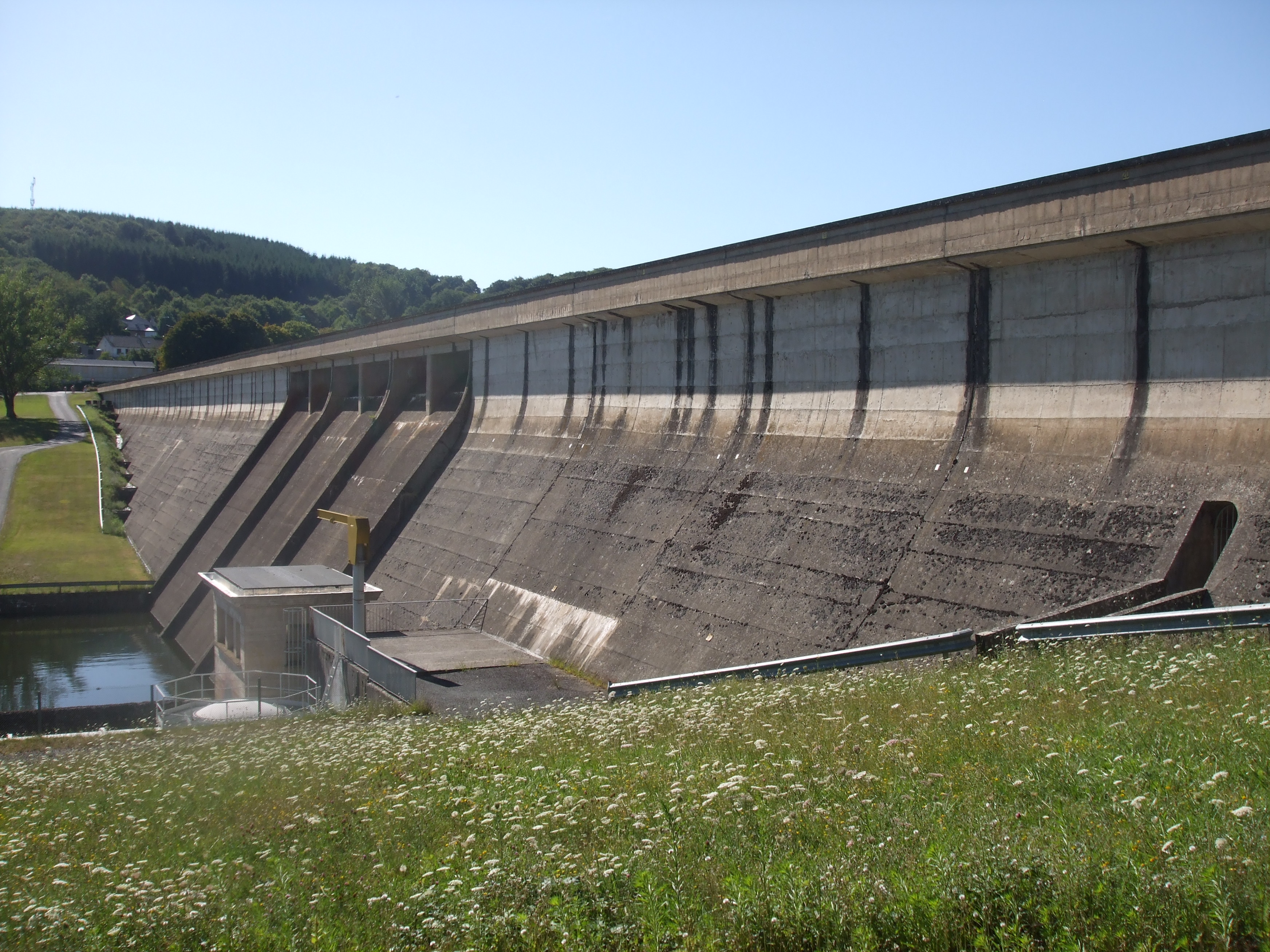
Le barrage.